# 망울이끼과
망울이끼과(Jungermanniaceae)는 망울이끼목에 속하는 우산이끼류과의 하나이다. 대부분의 종이 온대 지역에서 발견된다.

## 하위 속
- Delavayella - 유일종 D. serrata
- Eremonotus - 유일종 E. myriocarpus
- 망울이끼속 (Jungermannia) - 34종
- Liochlaena - 3종
- Mesoptychia - 18종
- Xenochila - 유일종 X. integrifolia